# Parafia św. Mikołaja w Słaboszowie
Parafia Świętego Mikołaja BW – parafia rzymskokatolicka w Słaboszowie (diecezja kielecka, dekanat skalbmierski). Założona w 1326. Mieści się pod numerem 59. Duszpasterstwo w niej prowadzą księża diecezjalni.

## Zasięg parafii
Do parafii w 1984 roku należeli wierni z następujących miejscowości: Słaboszów, Buszków,  Ilkowice, Janowice, Kropidło, Nieszków, Rędziny Zbigalskie, Rzemiędzice, Słupów, 
Święcice, Wymysłów, i Zagorzany. 